# Perfect-area complete!
《Perfect-area complete! 》是麻生夏子的第3張單曲。於2010年1月27日由Lantis公司發行。

## 收錄曲

### 通常盤
1. Perfect-area complete!  [4:03] 
  - 作詞 ： 畑亜貴、作曲、編曲：前山田健一
  - 電視動畫《笨蛋，測驗，召喚獸》主題歌
2. Dream into action!  [4:05] 
  - 作詞：こだまさおり 、作曲：前山田健一、編曲：A-bee
3. Perfect-area complete! （Instrumental）
4. Dream into action!（Instrumental）

## 相關項目
- 笨蛋，測驗，召喚獸
- バカ・ゴー・ホーム（日语：バカ・ゴー・ホーム）

## 外部連結
- 麻生夏子官方网站
- 電視動畫《笨蛋，測驗，召喚獸》官方网站